# Saison 4 de Scandal
Chronologie
Saison 3 Saison 5
Cet article présente le guide des épisodes de la quatrième saison de la série télévisée américaine Scandal.

## Généralités
- Le 9 mai 2014, la série a été officiellement renouvelée pour une quatrième saison par le réseau ABC[1].
- Au Canada, la saison a été diffusée en simultané sur Citytv.
- En France, elle a été diffusée en version sous-titrée, à partir du 5 octobre 2014 sur Canal+ Séries[2]. Elle a été rediffusée sur la chaîne à péage Téva du 31 août 2016[3] au 9 novembre 2016, à raison de deux épisodes par semaine et diffusée depuis le 4 octobre 2018 sur M6.

## Distribution

### Acteurs principaux
- Kerry Washington (VF : Marjorie Frantz) : Olivia Pope
- Scott Foley (VF : Mathias Kozlowski) : Jake Ballard
- Darby Stanchfield (VF : Agnès Manoury) : Abby Whelan
- Katie Lowes (VF : Céline Melloul) : Quinn Perkins
- Guillermo Díaz (VF : Nessym Guétat) : Huck Finn
- Jeff Perry (VF : Thierry Wermuth) : Cyrus Been
- Joshua Malina (VF : Patrice Baudrier) : David Rosen
- Bellamy Young (VF : Claire Guyot) : Mellie Grant
- Tony Goldwyn (VF : Philippe Valmont) : Fitzgerald Grant

### Acteurs récurrents et invités
- Joe Morton (VF : Jean-Paul Pitolin) : Rowan « Eli » Pope
- Brian Letscher (VF : Tanguy Goasdoué) : Tom Larsen
- George Newbern (VF : Thierry Bourdon) : Charlie
- Artemis Pebdani (VF : Véronique Alycia) : Susan Ross
- Paul Adelstein (VF : Boris Rehlinger) : Leo Bergen[4]
- Jon Tenney (VF : Jean-Philippe Puymartin) : Andrew Nichols
- Portia de Rossi (VF : Charlotte Marin) : Elizabeth « Lizzie Bear »[5]
- Kelen Coleman (en) (VF : Audrey Sablé) : Kate Warner[6] (épisode 1)
- Mary McCormack (VF : Nathalie Spitzer) : Lisa Elliot[7] (épisode 2)
- Josh Randall : James Elliot[7] (épisode 2)
- Sonya Walger : Katherine Winslow[8]
- Matthew Del Negro (VF : Serge Faliu) : Michael[9]
- Mary Mouser : Karen Grant [10] (épisode 4)
- Brian Benben : Leonard Francis Carnehan[11] (épisode 6)
- Michael Trucco : Charles Putney [12] (épisode 7)
- Khandi Alexander (VF : Annie Milon) : Maya Lewis [13] (épisodes 9, 12 et 13)
- Jason Butler Harner (VF : Yann Guillemot) : Ian McLeod[14] (épisodes 10 à 12)
- Henry Ian Cusick (VF : Bruno Choël) : Stephen Finch[15] (épisode 13)
- Cornelius Smith Jr. (en) : Marcus Walker (épisodes 14 et 19)
- Lena Dunham (VF : Olivia Luccioni) : Susanne Thomas[16] (épisode 16)
- Kate Burton (VF : Évelyne Grandjean) : Sally Langston[17] (épisode 17)
- Dan Bucatinsky (VF : Nicolas Djermag) : James Novak[17] (épisode 17)
- Lauren Bowles : Harmony [18] (épisode 18)
- Emily Bergl (VF : Valérie Nosrée) : Janet Beene[19] (épisode 17)

## Épisodes

### Épisode 1:Randy, la rouquine, la foldingue et Julia
- États-Unis /  Canada : 25 septembre 2014 sur ABC[20] / Citytv[21]
- France :
  - 25 juin 2015 sur Canal+[22]
  - 4 octobre 2018 sur M6 (à 02h25)
- Québec : 3 septembre 2015 sur Séries+[23]
- Suisse : 27 octobre 2016 sur RTS Deux[24]
- Belgique : 2 juin 2018 sur RTL-TVI

- États-Unis : 11,96 millions de téléspectateurs[25] (première diffusion)

- Portia de Rossi (« Lizzie Bear »)
- Kelen Coleman (en) (Kate Warner)

- Cet épisode réalise le record audience de la série[25].
- Première apparition de Portia de Rossi (Lizzie).

### Épisode 2:L'État de l'Union
- États-Unis /  Canada : 2 octobre 2014 sur ABC / Citytv
- France : 
  - 25 juin 2015 sur Canal+
  - 11 octobre 2018 sur M6
- Québec : 10 septembre 2015 sur Séries+
- Suisse : 27 octobre 2016 sur RTS Deux
- Belgique : 2 juin 2018 sur RTL-TVI

- États-Unis : 10,34 millions de téléspectateurs[26] (première diffusion)

- Portia de Rossi (« Lizzie Bear »)
- Mary McCormack (Lisa Elliot)
- Josh Randall (James Elliot)

### Épisode 3:À l'intérieur de la bulle
- États-Unis /  Canada : 9 octobre 2014 sur ABC / Citytv
- France : 
  - 25 juin 2015 sur Canal+[27]
  - 18 octobre 2018 sur M6
- Québec : 17 septembre 2015 sur Séries+
- Suisse : 3 novembre 2016 sur RTS Deux
- Belgique : 16 juin 2018 sur RTL-TVI

- États-Unis : 9,52 millions de téléspectateurs[28] (première diffusion)

- Joe Morton (Rowan « Eli » Pope)
- Portia de Rossi (« Lizzie Bear »)
- Sonya Walger (Catherine Winslow)
- George Newbern (Charlie)

### Épisode 4:Tel père, telle fille
- États-Unis /  Canada : 16 octobre 2014 sur ABC / Citytv
- France : 
  - 2 juillet 2015 sur Canal+
  - 25 octobre 2018 sur M6
- Québec : 24 septembre 2015 sur Séries+
- Suisse : 3 novembre 2016 sur RTS Deux
- Belgique : 16 juin 2018 sur RTL-TVI

- États-Unis : 9,9 millions de téléspectateurs[29] (première diffusion)

- Joe Morton (Rowan « Eli » Pope)
- Mary Mouser (Karen Grant)
- Brian Letscher (Tom Larsen)

### Épisode 5:La Clé
- États-Unis /  Canada : 23 octobre 2014 sur ABC / Citytv
- France : 
  - 2 juillet 2015 sur Canal+
  - 1er novembre 2018 sur M6
- Québec : 1er octobre 2015 sur Séries+
- Suisse : 10 novembre 2016 sur RTS Deux
- Belgique : 23 juin 2018 sur RTL-TVI

- États-Unis : 9,98 millions de téléspectateurs[30] (première diffusion)

- Joe Morton (Rowan « Eli » Pope)
- Sonya Walger (Catherine Winslow)
- Jasika Nicole (Kim)

### Épisode 6:Un homme innocent
- États-Unis /  Canada : 30 octobre 2014 sur ABC / Citytv
- France : 
  - 2 juillet 2015 sur Canal+
  - 8 novembre 2018 sur M6
- Québec : 8 octobre 2015 sur Séries+
- Suisse : 10 novembre 2016 sur RTS Deux
- Belgique : 23 juin 2018 sur RTL-TVI

- États-Unis : 9,32 millions de téléspectateurs[31] (première diffusion)

- Joe Morton (Rowan « Eli » Pope)
- Portia de Rossi (« Lizzie Bear »)
- Brian Benben (Leonard Francis Carnehan)

### Épisode 7:Vilain Bébé
- États-Unis /  Canada : 6 novembre 2014 sur ABC / Citytv
- France : 
  - 9 juillet 2015 sur Canal+
  - 15 novembre 2018 sur M6
- Québec : 15 octobre 2015 sur Séries+
- Suisse : 17 novembre 2016 sur RTS Deux
- Belgique : 30 juin 2018 sur RTL-TVI

- États-Unis : 9,82 millions de téléspectateurs[32] (première diffusion)

- Joe Morton (Rowan « Eli » Pope)
- Portia de Rossi (« Lizzie Bear »)
- Sonya Walger (Catherine Winslow)
- Paul Adelstein (Leo Bergen)
- Michael Trucco (Charles Putney)

### Épisode 8:Dernier Dîner
- États-Unis /  Canada : 13 novembre 2014 sur ABC / Citytv
- France : 9 juillet 2015 sur Canal+
- Québec : 22 octobre 2015 sur Séries+
- Suisse : 17 novembre 2016 sur RTS Deux
- Belgique : 30 juin 2018 sur RTL-TVI

- États-Unis : 10,05 millions de téléspectateurs[33] (première diffusion)

- Joe Morton (Rowan « Eli » Pope)
- Portia de Rossi (« Lizzie Bear »)
- Jon Tenney (Vice President Andrew Nichols)

### Épisode 9:Là où le soleil ne brille pas
- États-Unis /  Canada : 20 novembre 2014 sur ABC [34]/ Citytv
- France : 9 juillet 2015 sur Canal+
- Québec : 29 octobre 2015 sur Séries+
- Suisse : 24 novembre 2016 sur RTS Deux
- Belgique : 7 juillet 2018 sur RTL-TVI

- États-Unis : 10,14 millions de téléspectateurs[35] (première diffusion)

Les rapports entre tous les scandales et les conspirations se resserrent et tout se lie. Les locataires de la Maison Blanche se déchirent, les Pope se font la guerre, les associés d'Olivia font découverte sur découverte. Des réponses sur le triangle Fitz-Olivia-Jake sont apportées, alors qu'un coup d'état se prépare. 

### Épisode 10:Cours!
- États-Unis /  Canada : 29 janvier 2015 sur ABC[36] / Citytv
- France : 16 juillet 2015 sur Canal+
- Québec : 5 novembre 2015 sur Séries+
- Suisse : 24 novembre 2016 sur RTS Deux
- Belgique : 7 juillet 2018 sur RTL-TVI

- États-Unis : 10,48 millions de téléspectateurs[37] (première diffusion)

### Épisode 11:Où est la dame noire?
- États-Unis /  Canada : 5 février 2015 sur ABC / Citytv
- France : 16 juillet 2015 sur Canal+
- Québec : 12 novembre 2015 sur Séries+
- Suisse : 1er décembre 2016 sur RTS Deux
- Belgique : 14 juillet 2018 sur RTL-TVI

- États-Unis : 9,58 millions de téléspectateurs[38] (première diffusion)

Mark Damon Espinoza

### Épisode 12:Le Prix à payer
- États-Unis /  Canada : 12 février 2015 sur ABC / Citytv
- France : 16 juillet 2015 sur Canal+
- Québec : 19 novembre 2015 sur Séries+
- Suisse : 1er décembre 2016 sur RTS Deux
- Belgique : 14 juillet 2018 sur RTL-TVI

- États-Unis : 9,32 millions de téléspectateurs[39] (première diffusion)

- Portia de Rossi (« Lizzie Bear »)
- Jon Tenney (Vice-Président Andrew Nichols)
- Khandi Alexander (Maya Lewis)

### Épisode 13:Plus de massacre
- États-Unis /  Canada : 19 février 2015 sur ABC / Citytv
- France : 23 juillet 2015 sur Canal+
- Québec : 26 novembre 2015 sur Séries+
- Suisse : 8 décembre 2016 sur RTS Deux
- Belgique : 21 juillet 2018 sur RTL-TVI

- États-Unis : 9,62 millions de téléspectateurs[40] (première diffusion)

- Portia de Rossi (« Lizzie Bear »)
- Jon Tenney (Vice President Andrew Nichols)
- Khandi Alexander (Maya Lewis)
- Henry Ian Cusick (Stephen Finch)

Olivia parvient à faire capoter le premier échange, gagnant ainsi un peu de temps. Mais à la Maison Blanche, si le Président est toujours décidé à sauver Olivia, Cyrus et la CIA considèrent la possibilité de tuer Olivia eux-mêmes. Le Vice-Président devient lui aussi un problème à résoudre pour Mellie.
Olivia est finalement vendue aux enchères à Stephen, son ancien ami et collaborateur avec l'aide d'Abby prévenue de la situation par Fitz.

### Épisode 14:Abus de pouvoir
- États-Unis /  Canada : 5 mars 2015 sur ABC / Citytv
- France : 23 juillet 2015 sur Canal+
- Québec : 3 décembre 2015 sur Séries+
- Suisse : 8 décembre 2016 sur RTS Deux
- Belgique : 21 juillet 2018 sur RTL-TVI

- États-Unis : 9,57 millions de téléspectateurs[41] (première diffusion)

### Épisode 15:Le Testament de Diego Muñoz
- États-Unis /  Canada : 12 mars 2015 sur ABC / Citytv
- France : 30 juillet 2015 sur Canal+
- Québec : 10 décembre 2015 sur Séries+
- Suisse : 15 décembre 2016 sur RTS Deux
- Belgique : 28 juillet 2018 sur RTL-TVI

- États-Unis : 8,24 millions de téléspectateurs[42] (première diffusion)

### Épisode 16:Femmes libérées
- États-Unis /  Canada : 19 mars 2015 sur ABC / Citytv
- France : 30 juillet 2015 sur Canal+
- Québec : 17 décembre 2015 sur Séries+
- Suisse : 15 décembre 2016 sur RTS Deux
- Belgique : 28 juillet 2018 sur RTL-TVI

- États-Unis : 7,79 millions de téléspectateurs[43] (première diffusion)

- Lena Dunham (Susanne Thomas)
- Portia de Rossi (« Lizzie Bear »)

### Épisode 17:La Bague au doigt
- États-Unis /  Canada : 26 mars 2015 sur ABC / Citytv
- France : 6 août 2015 sur Canal+
- Québec : 7 janvier 2016 sur Séries+
- Suisse : 12 janvier 2017 sur RTS Deux
- Belgique : 4 août 2018 sur RTL-TVI

- États-Unis : 8,06 millions de téléspectateurs[44] (première diffusion)

- Portia de Rossi (« Lizzie Bear »)
- Kate Burton (Sally Langston)
- Dan Bucatinsky (James Novak)
- Paul Adelstein (Leo Bergen)
- George Newbern (Charlie)
- Matthew Del Negro (Michael Ambroso)
- Emily Bergl (Janet Beene)

Michael Ambroso, le « fiancé » de Cyrus, a été surpris dans un bar gay en compagnie d'un autre homme. Afin de sauver les apparences, Olivia les force à précipiter le mariage, en utilisant Mellie et la Maison-Blanche. Mais Sally Langston veille et s'apprête à ruiner l'opération. 

### Épisode 18:Tu honoreras ton père
- États-Unis /  Canada : 2 avril 2015 sur ABC / Citytv
- France : 6 août 2015 sur Canal+
- Québec : 14 janvier 2016 sur Séries+
- Suisse : 12 janvier 2017 sur RTS Deux
- Belgique : 4 août 2018 sur RTL-TVI

- États-Unis : 7,27 millions de téléspectateurs[45] (première diffusion)

- Portia de Rossi (« Lizzie Bear »)
- George Newbern (Charlie)

### Épisode 19:La Loi Brandon
- États-Unis /  Canada : 16 avril 2015 sur ABC / Citytv
- France : 13 août 2015 sur Canal+
- Québec : 21 janvier 2016 sur Séries+
- Suisse : 19 janvier 2017 sur RTS Deux
- Belgique : 11 août 2018 sur RTL-TVI

- États-Unis : 7,86 millions de téléspectateurs[46] (première diffusion)

### Épisode 20:Le Blues de la Première Dame
- États-Unis /  Canada : 23 avril 2015 sur ABC / Citytv
- France : 13 août 2015 sur Canal+
- Québec : 28 janvier 2016 sur Séries+
- Suisse : 19 janvier 2017 sur RTS Deux
- Belgique : 11 août 2018 sur RTL-TVI

- États-Unis : 7,79 millions de téléspectateurs[47] (première diffusion)

- Joe Morton (Rowan « Eli » Pope)
- Kate Burton (Sally Langston)

Jake est entre la vie et la mort. Huck et Charlie font appel à un médecin clandestin russe. Celui-ci demande en échange à Olivia de venir en aide à une espionne du KGB qui veut prendre définitivement sa retraite. Les sondages annoncent une issue catastrophique pour la campagne de Mellie, notamment à cause des propos critiques de Sally Langston.
Russel tente une deuxième fois de tuer Jake mais en vain. 

### Épisode 21:Quelques femmes bien
- États-Unis /  Canada : 7 mai 2015 sur ABC / Citytv
- France : 20 août 2015 sur Canal+
- Québec : 4 février 2016 sur Séries+
- Suisse : 26 janvier 2017 sur RTS Deux
- Belgique : 18 août 2018 sur RTL-TVI

- États-Unis : 7,44 millions de téléspectateurs [48] (première diffusion)

### Épisode 22:On ne peut rien contre le commandant
- États-Unis /  Canada : 14 mai 2015 sur ABC[49] / Citytv
- France : 20 août 2015 sur Canal+
- Québec : 11 février 2016 sur Séries+
- Suisse : 26 janvier 2017 sur RTS Deux
- Belgique : 18 août 2018 sur RTL-TVI

- États-Unis : 8,08 millions de téléspectateurs[50] (première diffusion)

Mellie fait la rencontre d'un des plus riches donateurs de sa campagne mais il s'avère que cet homme est Eli Pope. Ce dernier la fait chanter en exigeant, en échange de son silence sur les nombreux scandales de la Maison Blanche, la liste de tous les jurés participant au procès pour faire tomber le B613. 
Le procès du B613 commence, mais tous les jurés sont assassinés peu de temps après. Mellie se sent coupable et en parle à Cyrus. 
Malgré ces nombreuses morts, Olivia continue de tout tenter pour faire tomber son père mais Cyrus déjoue tous ses plans. 
Finalement, Eli détruit lui-même le B613 et toutes les preuves pouvant l'incriminer mais Olivia parvient à le mettre derrière les barreaux. 
A la Maison Blanche, rien ne va plus. Lizzie révèle toute l'affaire à Fitz qui prend de sévères mesures : il renvoie Cyrus et ordonne à Mellie, qui vient de gagner les élections sénatoriales, de quitter la Maison Blanche. Lizzie prend la place de Cyrus et devient le nouveau bras droit de Fitz. 
Quinn confronte Huck et on découvre que c'est lui qui a assassiné les membres du jury. Quinn s'emporte et menace Huck de mort. 

## Audiences aux États-Unis
La moyenne de cette saison est de 9,20 millions' de téléspectateurs américains. L'épisode le plus regardé est le premier, Randy, la rouquine, la foldingue et Julia (Randy, Red, Superfreak and Julia) avec 11,96 millions de téléspectateurs, alors que l'épisode le moins regardé est le 18e Tu honoreras ton père (Honor Thy Father) avec 7,27 millions de téléspectateurs américains.
| N° d'épisode | Titre original                   | Titre français                            | Chaîne | Date de diffusion originale | Audience (en millions de téléspectateurs) | PDM sur les 18-49 ans |
| ------------ | -------------------------------- | ----------------------------------------- | ------ | --------------------------- | ----------------------------------------- | --------------------- |
| 1            | Randy, Red, Superfreak and Julia | Randy, la rouquine, la foldingue et Julia | ABC    | 25 septembre 2014           | 11,96                                     | 3,8                   |
| 2            | The State of the Union           | L'État de l'union                         | ABC    | 2 octobre 2014              | 10,34                                     | 3,4                   |
| 3            | Inside the Bubble                | À l'intérieur de la bulle                 | ABC    | 9 octobre 2014              | 9,52                                      | 3,0                   |
| 4            | Like Father, Like Daughter       | Tel père, telle fille                     | ABC    | 16 octobre 2014             | 9,90                                      | 2,9                   |
| 5            | The Key                          | La Clé                                    | ABC    | 23 octobre 2014             | 9,98                                      | 3,0                   |
| 6            | An Innocent Man                  | Un homme innocent                         | ABC    | 30 octobre 2014             | 9,32                                      | 3,1                   |
| 7            | Baby Made a Mess                 | Vilain Bébé                               | ABC    | 6 novembre 2014             | 9,82                                      | 2,9                   |
| 8            | The Last Supper                  | Dernier Dîner                             | ABC    | 13 novembre 2014            | 10,05                                     | 3,2                   |
| 9            | Where the Sun Don't Shine        | Là où le soleil ne brille pas             | ABC    | 20 novembre 2014            | 10,14                                     | 3,1                   |
| 10           | Run                              | Cours !                                   | ABC    | 29 janvier 2015             | 10,48                                     | 3,6                   |
| 11           | Where's the Black Lady?          | Où est la dame noire ?                    | ABC    | 5 février 2015              | 9.,58                                     | 3,2                   |
| 12           | Full Circle                      | Le prix à payer                           | ABC    | 12 février 2015             | 9,32                                      | 3,1                   |
| 13           | No More Blood                    | Plus de massacre                          | ABC    | 19 février 2015             | 9,62                                      | 3,3                   |
| 14           | The Lawn Chair                   | Abus de pouvoir                           | ABC    | 5 mars 2015                 | 9,57                                      | 3,0                   |
| 15           | The Testimony of Diego Muñoz     | Le Testament de Diego Muñoz               | ABC    | 12 mars 2015                | 8,24                                      | 2,7                   |
| 16           | It's Good to Be Kink             | Femmes libérées                           | ABC    | 19 mars 2015                | 7,79                                      | 2,4                   |
| 17           | Put a Ring On It                 | La Bague au doigt                         | ABC    | 26 mars 2015                | 8,06                                      | 2,3                   |
| 18           | Honor Thy Father                 | Tu honoreras ton père                     | ABC    | 2 avril 2015                | 7,27                                      | 2,1                   |
| 19           | I'm Just a Bill                  | La Loi Brandon                            | ABC    | 16 avril 2015               | 7,86                                      | 2,4                   |
| 20           | First Lady Sings the Blues       | Le Blues de la première dame              | ABC    | 23 avril 2015               | 7,.79                                     | 2,3                   |
| 21           | A Few Good Women                 | Quelques femmes bien                      | ABC    | 7 mai 2015                  | 7,44                                      | 2,2                   |
| 22           | You Can't Take Command           | On ne peut rien contre le commandant      | ABC    | 14 mai 2015                 | 8,08                                      | 2,3                   |